# 欧巴雷德
欧巴雷德（法語：Aubarède，法語發音：[obaʁɛd]）是法国上比利牛斯省的一个市镇，属于塔布区。

## 地理
欧巴雷德（43°16'19"N, 0°14'16"E）面积4.85 平方千米，位于法国奧克西塔尼大區上比利牛斯省，该省份为法国西南部内陆省份，北至热尔省，西接大西洋比利牛斯省，南与西班牙接壤，东临上加龙省。
与欧巴雷德接壤的市镇（或旧市镇、城区）包括：谢勒德巴、卡巴纳克、曼村、佩里盖尔。

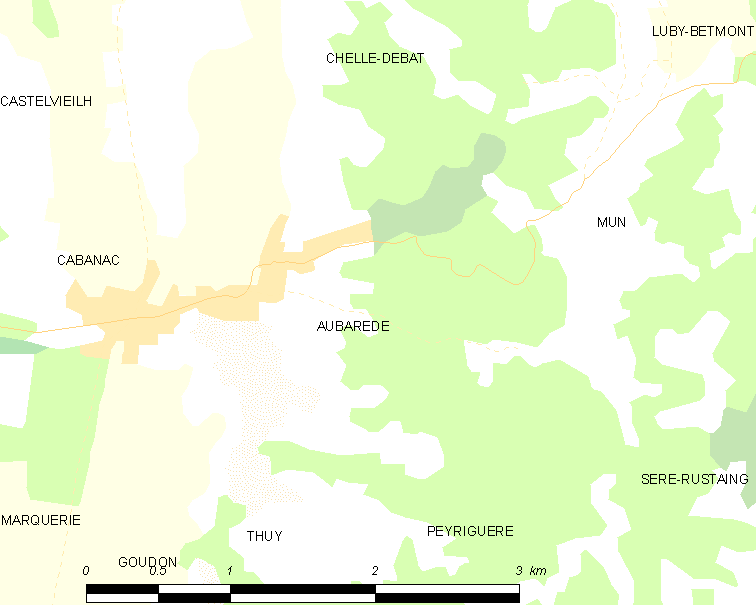
欧巴雷德的OSM定位图

欧巴雷德的时区为UTC+01:00、UTC+02:00（夏令时）。

## 行政
欧巴雷德的邮政编码为65350，INSEE市镇编码为65044。

## 政治
欧巴雷德所属的省级选区为山丘县。

## 人口

1962-2008年间欧巴雷德人口变化图示

欧巴雷德于2022年1月1日时的人口数量为286人。